# S.Builder
S.Builder  — система управления сайтом, разработанная компанией СИБИЭС-Групп и представляющая собой программный продукт для разработки и поддержки Интернет-сайтов. Система не накладывает никаких ограничений на дизайн сайта. Для установки и работы с системой S.Builder не требуется глубоких знаний в области программирования, достаточно иметь базовое представление о процессе создания сайтов и языке разметки HTML.
В середине марта 2007 года компания СИБИЭС-Групп официально заявила о том, что установлено свыше 2000 копий системы, а общее количество заказанных ключей составило почти 4000.. К началу 2009 года было продано 3500 коммерческих лицензий.
В административном интерфейсе системы активно используется динамическая загрузка изменений (AJAX), что позволяет работать с системой достаточно быстро даже на медленных каналах связи. Новая версия 4.0 системы работает во всех наиболее распространенных браузерах — Internet Explorer, Firefox, Google Chrome, Opera, Safari.
Система ориентирована на оптимизацию сайта под различные поисковые системы. Статическая генерация страниц, реальные адреса страниц, возможность редактирования заголовков страниц, ключевых слов, описания и других параметров позволяют провести весь комплекс мероприятий по оптимизации сайта.